# Diptychocarpus strictus
Diptychocarpus strictus là một loài thực vật có hoa trong họ Cải. Loài này được (Fisch. ex M.Bieb.) Trautv. mô tả khoa học đầu tiên năm 1860.